# Lorenzo Porzio
Lorenzo Porzio (ur. 24 sierpnia 1981 w Rzymie) – włoski wioślarz.

## Osiągnięcia
- Mistrzostwa Świata Juniorów – Linz 1998 – ósemka – 12. miejsce[1].
- Mistrzostwa Świata Juniorów – Płowdiw 1999 – czwórka bez sternika – 6. miejsce[1].
- Mistrzostwa Świata – Lucerna 2001 – ósemka – 11. miejsce[1].
- Mistrzostwa Świata – Sewilla 2002 – czwórka ze sternikiem – 4. miejsce[1].
- Igrzyska Olimpijskie – Ateny 2004 – czwórka bez sternika – 3. miejsce[1].
- Mistrzostwa Świata – Eton 2006 – dwójka bez sternika – 8. miejsce[1].
- Mistrzostwa Świata – Mediolan 2007 – dwójka bez sternika – 17. miejsce[1].
- Mistrzostwa Europy – Ateny 2008 – dwójka bez sternika – 4. miejsce[1].